# Бліц (бомбардування)
«Бліц» (англ. the Blitz; від нім. блискавка; у деяких джерелах також трапляються назви «Лондонський бліц» і «Великий бліц») — бомбардування Великої Британії авіацією гітлерівської Німеччини в період з 7 вересня 1940 до 10 травня 1941, частина Битви за Британію. 
Хоча «Бліц» був направлений на багато міст по всій країні, він почався з бомбардування Лондона протягом 57 ночей поспіль. До кінця травня 1941 року понад 40 тисяч мирних жителів, половина з них у Лондоні, було вбито внаслідок бомбардувань. Велика кількість будинків у Лондоні була зруйнована чи пошкоджена. Метою Гітлера було знищення промисловості та виведення Великої Британії з війни, тому, крім Лондона, бомбардування зазнали також такі важливі військові та промислові центри, як Белфаст, Бірмінгем, Брістоль, Кардіфф, Клайдбанк, Ковентрі, Ліверпуль, Ексетер, Гринок, Шеф -Галл, Манчестер, Портсмут, Плімут, Ноттінгем, Брайтон, Істборн, Сандерленд і Саутгемптон.

## Передумови

### Люфтваффе та стратегічні бомбардування
У 1920-х і 1930-х роках військові теоретики Джуліо Дуе й Біллі Мітчел підтримали ідею того, що, маючи потужні військово-повітряні сили, можна виграти війну, не ведучи бойові дії на суші або на морі («Доктрина Дуе») . Вважалося, що неможливо захиститись від повітряного нападу, особливо вночі. Нападники могли знищити військові заводи, штаби та центри зв'язку, фактично знищивши всі засоби до опору. Вважалося також, що бомбардування житлових районів допоможе зламати волю мирних громадян, що призведе до краху виробництва та життя. Особливо вразливими в цьому сенсі були демократичні держави, де населення могло відкрито висловлювати невдоволення урядом. У період між двома світовими війнами таке мислення поширилося у ВПС Великої Британії та США. Зокрема, ВПС Великої Британії намагалися здобути перемогу, руйнуючи заводи, центри зв'язку та громадянський дух.

У Люфтваффе більш стримано ставилися до стратегічних бомбардувань. Верховне командування Люфтваффе не виступало проти бомбардувань міст і заводів противників і вважало, що це може суттєво змінити баланс сил у бік Німеччини, бо це перешкоджало виробництву та руйнувало цивільне суспільство; проте воєначальники не вважали, що військово-повітряні сили можуть самі по собі мати вирішальний вплив на перемогу у війні. Усупереч поширеній думці, Люфтваффе не дотримувалися так званої політики «повітряного терору». ВПС Німеччини до 1942 року не приймали політику бомбардування, у якій головною ціллю були б мирні громадяни.
Життєво важливі виробництва та транспортні центри, які потрібно було знешкодити, були військовими цілями. Можна стверджувати, що цивільні особи не повинні були безпосередніми цілями, але порушення виробництва мало вплинути на їхній моральний дух і волю до боротьби. Німецькі правники 1930-х років ретельно розробили принципи, які б встановлювали, які типи бомбардувань відповідали б міжнародному праву. Прямі напади на цивільних осіб розглядалися як «повітряний терор», але атака важливих військово-промислових заводів, що могло спричинити жертви серед цивільного населення, вважалася прийнятною.

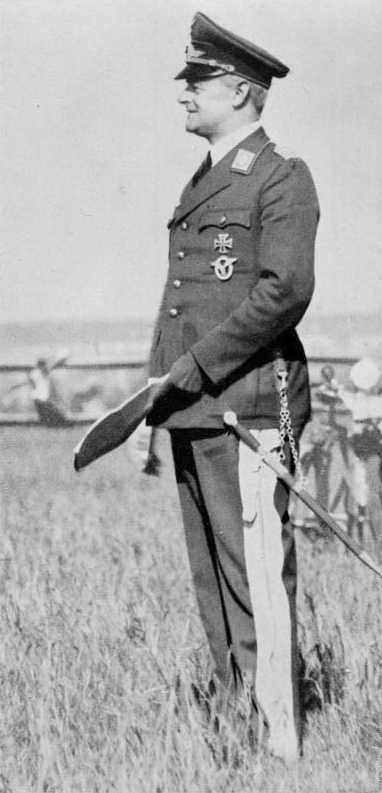
Вальтер Вефер

Після приходу до влади націонал-соціалістів і до 1939 року в німецькому військовому командуванні вирували дискусії про роль стратегічних бомбардувань. Деякі закликали бомбардувати лінії оборони англійців та американців. Вальтер Вефер — перший начальник Генерального штабу Люфтваффе — підтримував проведення стратегічних бомбардувань і будівництво машин для цих цілей, він наголошував на важливості авіації. Вефер позначив п'ять ключових цілей застосування військово-повітряних сил:
1. Знищити військово-повітряні сили противника шляхом нападу на його бази та авіазаводи й перемогти військово-повітряні сили всіх ворогів Рейху.
2. Запобігти пересуванню великих сухопутних військ противника шляхом знищення залізниць та автомобільних доріг, зокрема мостів та тунелів, які необхідні для пересування та постачання сил.
3. Підтримати операції сухопутної армії, незалежної від залізниць, тобто бронетанкових військ та моторизованих сил шляхом перешкоджання просуванню супротивника та безпосередньої участі в наземних операціях.
4. Підтримати морські операції шляхом нападу на військово-морські бази противника, захисту військово-морських баз Німеччини та безпосередньої участі в морських битвах.
5. Паралізувати збройні сили противника, зупинивши виробництво на військових підприємствах[8].

Вефер стверджував, що Генеральний штаб Люфтваффе має знатися не лише на питаннях стратегії та проведення операцій. Він стверджував, що слід також не забувати про загальну стратегію, військову економіку, військове виробництво та вивчення противника. Ідеї Вефера не були реалізовані; Генштаб Люфтваффе відкинув запропоновані ним тези на другий план, і Повітряна Академія приділяла увагу тактиці, техніці та плануванню операцій.
Вефер загинув в авіакатастрофі 1936 року. Невтілення в життя його ідей здебільшого пояснюється діями його наступників. Як правило, вважається, що ветерани сухопутних сил Альберт Кессельрінг і Ганс-Юрген Штумпф відвернулися від стратегічного планування й перемкнули сили Люфтваффе на безпосередню підтримку сухопутних військ. Однак можна вважати, що найбільше на це рішення вплинули Гуго Шперле та Ганс Ешоннек. Ці люди були досвідченими пілотами, які служили у військово-повітряних силах від самого початку своєї кар'єри. Люфтваффе змінили свою початкову місію; замість проведення самостійних операцій командування вважало за краще діяти спільно з іншими видами військ.

### Гітлер, Герінг та військово-повітряні сили

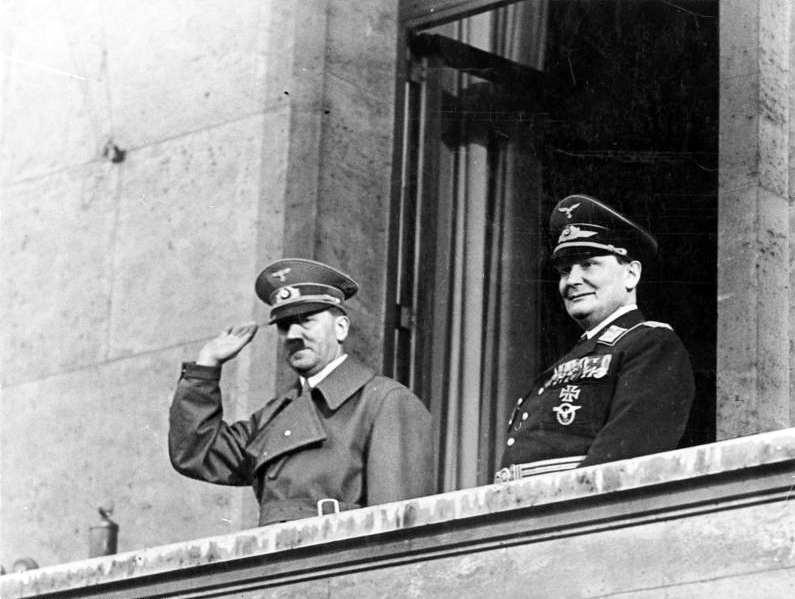
Гітлер та Герінг, березень 1938 року

У 1930-х роках Гітлеру не вдалося приділяти стільки уваги стратегії бомбардувань противника, скільки він приділяв захисту від ворожих бомбардувань, хоча він сприяв розвитку авіації й розумів, що можна використовувати бомбардувальники для стратегічних цілей. У 1939 році Гітлер заявив штабу, що безжальні атаки Люфтваффе проти серця британської волі можуть і повинні проводитися в потрібний момент. Однак він швидко став затятим скептиком щодо стратегічних бомбардувань, особливо після результатів «Бліцу». Він часто скаржився на нездатність Люфтваффе досить сильно пошкодити військову промисловість, сказавши: «Повітряні нальоти не можуть ефективно перешкодити військовій промисловості … часто заплановані цілі не атакуються».
Плануючи воєнні кампанії, Гітлер не наполягав на плануванні Люфтваффе стратегічних бомбардувань. Мінімальною була підготовка людей, здатних проводити тактичні операції, а Гітлер як верховний головнокомандувач не наполягав на такій підготовці.
Зрештою, Гітлер опинився в пастці свого власного бачення бомбардування як засобу терору, що сформувався в 1930-х роках, коли він погрожував малим націям проведенням бомбардувань, якщо ті не визнають панування Німеччини. Цей факт мав важливі наслідки. Він свідчить, що Гітлер прийняв стратегію бомбардувань як засіб руйнування моралі суспільства, а не як засіб ведення економічної війни з руйнуванням моралі лише на додаток. Гітлера цікавили політичні аспекти бомбардування. За результатами 1930-х років він очікував, що загроза відплати з боку німців переконає його противників не проводити політику необмежених бомбардувань Німеччини. Він сподівався, спираючись на політичний престиж Німеччини, що німецьке населення буде захищене від бомбардувань. Коли ж це не виправдалося, він, боячись не втримати за собою владу, почав проводити політику терору проти Британії задля створення такої ситуації, у якій обидві сторони припинили б використовувати військово-повітряні сили.

### Реакція Великої Британії
В очікуванні нальотів 1 вересня 1939 року у Великій Британії було оголошено режим світломаскування. Пропаганда також рекомендувала власникам свійських тварин умертвити їх, щоб уникнути голоду.

## Бомбардування
У ніч на 25 серпня 1940 року десять німецьких літаків, збившись з курсу, помилково скинули бомби на околицю Лондона. У відповідь на це в ніч із 25 на 26 серпня 1940 р. британська авіація бомбардувала Берлін. До 7 вересня було здійснено сім нальотів на німецьку столицю.
«Бліц» на Лондон був оголошений актом відплати за нальоти на Берлін. Він розпочався в ніч із 6 на 7 вересня 1940 р. і нальоти тривали безперервно до 13 листопада 1940 р. силами від 100 до 150 середніх бомбардувальників.

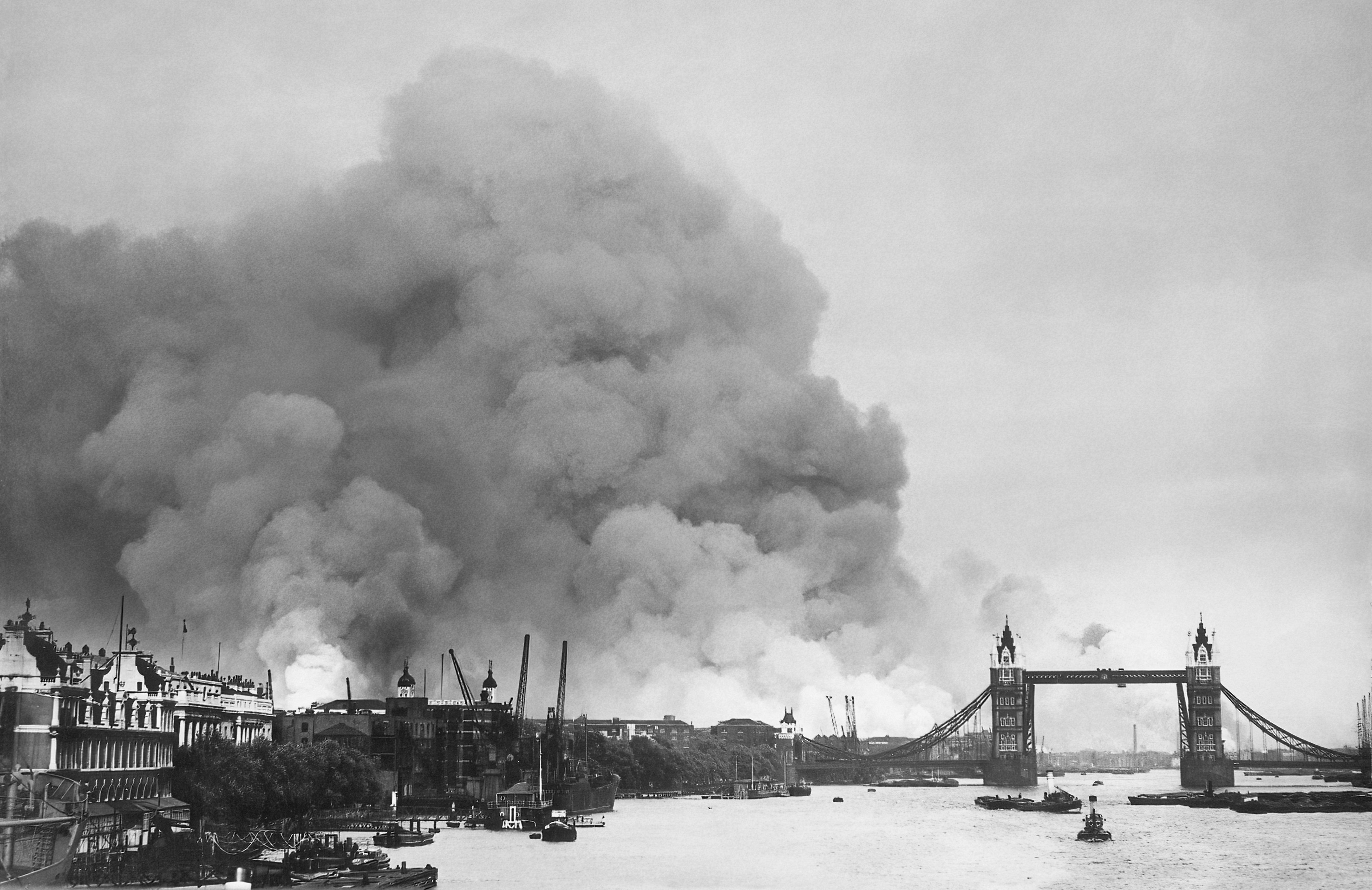
Після нальоту 7 вересня 1940 року, горять доки лондонського порту

Наймасштабніше бомбардування Лондона відбулося 7 вересня, коли понад 300 бомбардувальників атакувало ввечері і ще 250 — уночі. На ранок 8 вересня 430 жителів Лондона було вбито, а Люфтваффе випустило пресреліз, у якому заявило, що понад тисячу тонн бомб було скинуто на Лондон протягом 24 годин. Загалом у вересні 1940 р. на Південну Англію було скинуто 7320 тонн бомб, у тому числі 6224 тонни було скинуто на Лондон.
29 грудня стався наймасовіший наліт на район лондонського Сіті. Безліч будинків було зруйновано, постраждав собор Св. Павла. Цієї ночі загинули близько 8 тисяч лондонців.
10 травня 1941 року Лондон зазнав останнього потужного авіанальоту. Виникло 2000 пожеж, і було зруйновано 150 водопровідних магістралей. Було сильно пошкоджено п'ять доків, 3000 людей загинуло та було поранено. У ході цього нальоту було сильно пошкоджено Вестмінстерський палац.
Усього в ході Лондонського бліцу понад 43 тис. осіб загинули і близько 1,4 млн осіб втратили житло. Основний удар припав на схід столиці, Іст-Енд, де були розташовані основні заводи та портові доки. Крім того, у Берліні розраховували, що бомбардуваннями Іст-Енду, небагатих робітничих районів, вдасться внести розкол в англійське суспільство.
Бомби великого калібру завдавали істотних збитків дамбам та іншим гідротехнічним спорудам, що захищають Темзу. Було відзначено понад сто значних ушкоджень, що загрожували затопленням низовин Лондону. Для запобігання катастрофі міські комунальні служби проводили регулярні відновлювальні роботи. Щоб уникнути паніки серед населення, роботи проводилися при суворій секретності. За успішне керівництво роботами інженер Пірсон Франк був удостоєний звання лицаря.
Значну роль протидії подальшим ударам з повітря вперше зіграла радіоелектронна боротьба. Німецькі льотчики для завдання точного удару вночі, в умовах повного світломаскування, орієнтувалися по радіосигналах зі стаціонарних радіомаяків на території окупованої Франції; англійці навчилися давати хибний сигнал, що змушував німців скидати бомби в хибному місці, або орієнтуватися без використання своєї апаратури. Для отримання інформації про радіоапаратуру німецьких радіомаяків було здійснено диверсії на узбережжя, зразки захопленого обладнання вивозилися в Англію для дослідження.

## Цивільна оборона

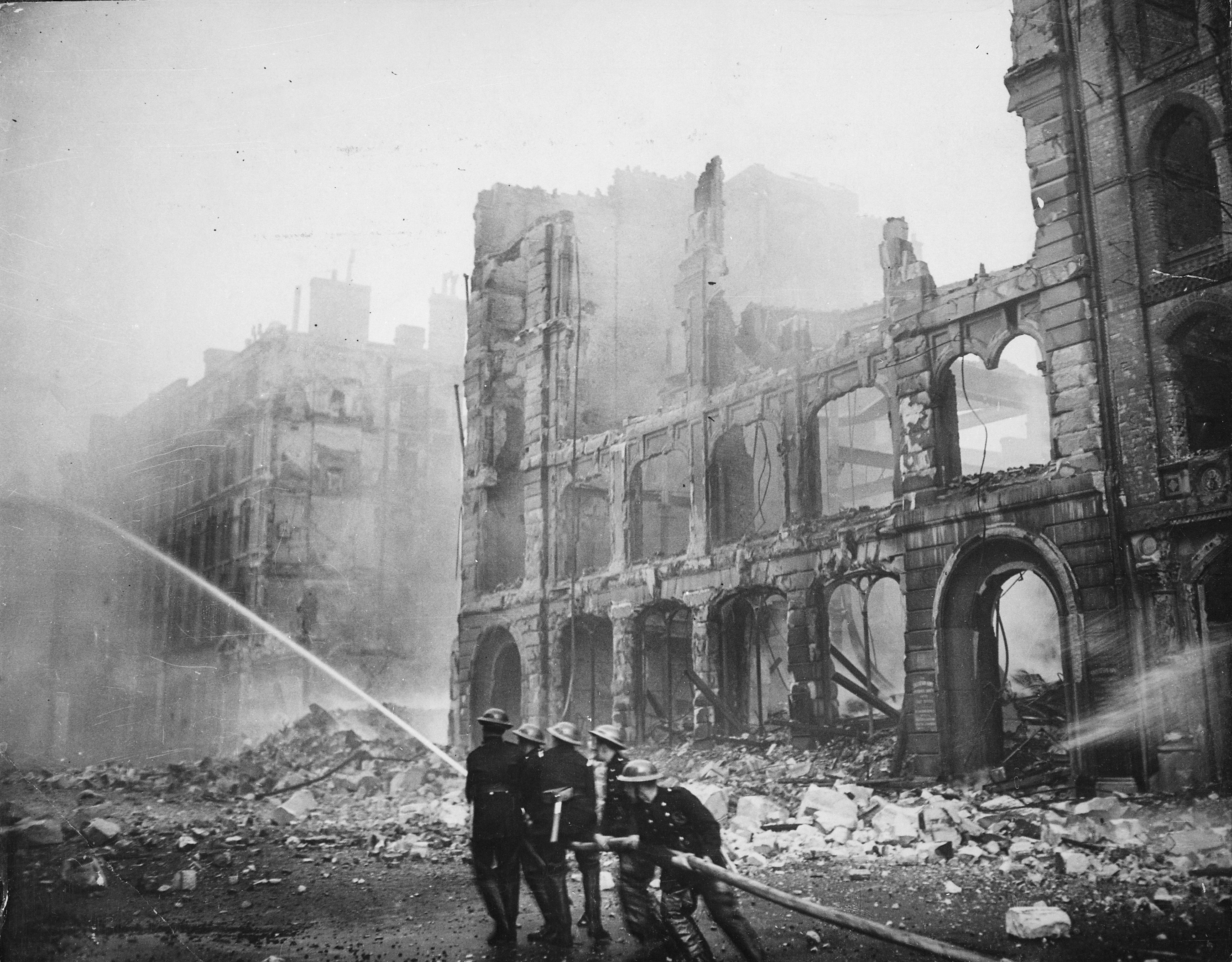
Гасіння пожежі під час бомбардування Лондону

Ще у 1938 році лондонців почали навчати того, як поводитися при нальотах. Станції метро, підвали церков були облаштовані під укриття.
На початку літа 1940 року британська влада ухвалила рішення про евакуацію дітей із великих міст як потенційних цілей для бомбардувань у сільську місцевість. За півтора року з міст було вивезено два мільйона дітей. Дітей лондонців селили в маєтках, заміських будинках, санаторіях. Багато хто з них залишався далеко від Лондону протягом усієї війни.

## Згадки в літературі
- Дії роману Грема Гріна «Відомство страху» відбуваються в Лондоні під час бомбардування Британії.
- Головні герої повісті Клайва Льюїса «Лев, чаклунка та платтяна шафа» виявляються евакуйованими до сільської місцевості з Лондону, щоб уникнути бомбардувань.